# Marcin Jałocha
Marcin Jałocha (Cracóvia, 7 de fevereiro de 1971) é um ex-futebolista profissional e treinador polaco, atuava como defensor, medalhista olímpico de prata.
Marek Kozminski conquistou a a medalha de prata em Barcelona 1992.